# WebCite

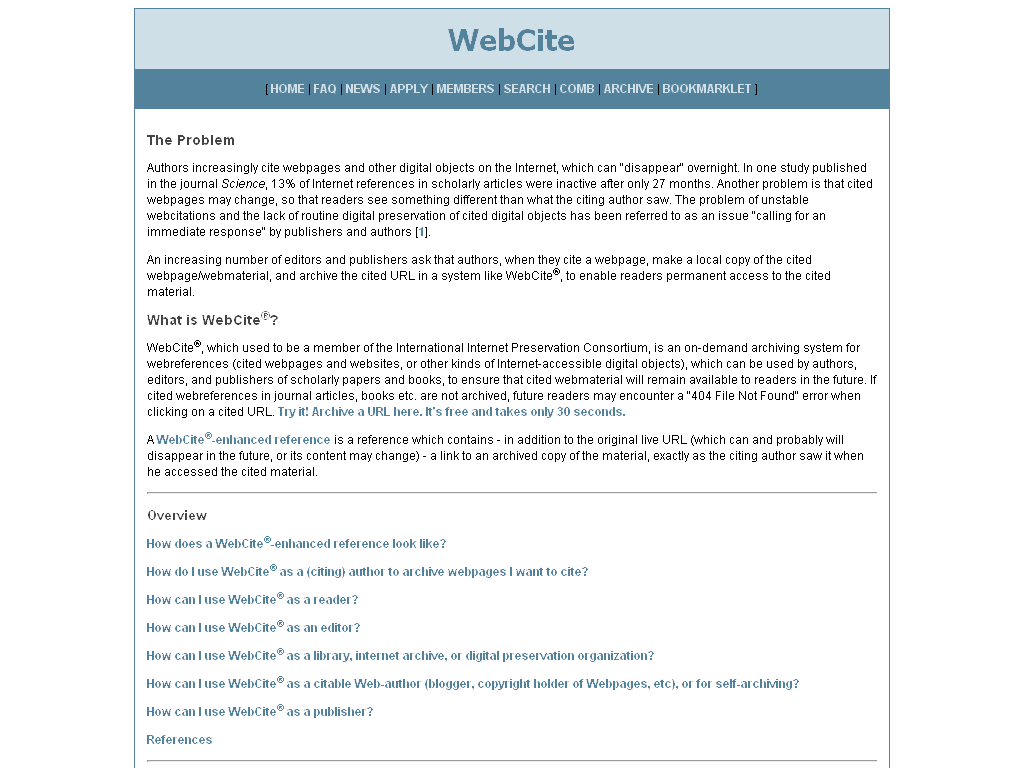
Zrzut ekranu webcitation.org

WebCite – serwis on-line, który archiwizuje podane strony internetowe na żądanie. Autorzy prac (np. naukowych) mogą następnie podać – oprócz oryginalnego URL-a – adres zarchiwizowanej strony w WebCite. Dzięki temu czytelnicy mają zawsze możliwość dostępu do oryginalnej zawartości cytowanej strony, nawet jeśli ulegnie ona w przyszłości zmianom albo zostanie usunięta bądź przeniesiona pod inny adres internetowy. Serwis powstał w listopadzie 2003 roku.
WebCite jest niekomercyjnym konsorcjum wspieranym przez wydawców i redaktorów. Serwis może być używany także przez indywidualnych użytkowników bez żadnych opłat. Organizacja jest członkiem International Internet Preservation Consortium.
Serwis umożliwia archiwizację wszelkiego rodzaju zawartości stron www, włącznie ze stronami HTML, plikami PDF, arkuszami stylów CSS, skryptami JavaScript, zdjęciami itd. WebCite zapisuje także metadane o pobieranej zawartości, takie jak adres archiwizowanej strony, datę dostępu, typ MIME oraz wielkość zasobu. Takie dane są użyteczne przy ewentualnym ustalaniu autentyczności oraz pochodzenia zarchiwizowanych stron.